# Rivière Dartmouth
Der Rivière Dartmouth ist ein Fluss in der Verwaltungsregion Gaspésie–Îles-de-la-Madeleine der kanadischen Provinz Québec.

## Flusslauf
Der Rivière Dartmouth hat seinen Ursprung im Lac Dartmouth, einem kleinen See in den Monts Chic-Chocs im Zentrum der Gaspésie-Halbinsel. Er fließt anfangs in nördlicher Richtung, wendet sich dann aber nach Osten. Er fließt durch die regionale Grafschaftsgemeinde La Côte-de-Gaspé zur Baie de Gaspé. Er mündet 8 km westlich von Gaspé in das Nordwest-Becken des Havre de Gaspé, ein Ästuar, in welches auch der Rivière York fließt. Der Rivière Dartmouth hat eine Länge von 80 km. Sein Einzugsgebiet umfasst 984 km². Der mittlere Abfluss beträgt 25 m³/s. 

## Flussfauna
Der Rivière Dartmouth ist bekannt als Lachs-Fluss.